# Карлос Санчес Морено
Карлос Альберто Санчес Морено (ісп. Carlos Alberto Sánchez Moreno, нар. 6 лютого 1986, Кібдо) — колумбійський футболіст, півзахисник національної збірної Колумбії.

## Клубна кар'єра
Санчес розпочав свою професійну кар'єру в уругвайському «Данубіо», підписавши з ним свій перший професійний контракт в 2003 році. Тим не менш, протягом двох років у клубі Карлос так і не провів за основну команду жодного матчу.
Протягом 2005—2007 років захищав кольори команди «Рівер Плейта» (Монтевідео), за яке протягом двох сезонів зіграв 40 матчів в чемпіонаті.
Влітку 2007 року Карлос перейшов у французький «Валансьєн», підписавши контракт до клубом на 5 років. 4 серпня в матчі проти «Тулузи» Санчес дебютував в Лізі 1, а 13 грудня в поєдинку проти «Монако» він забив свій перший гол за клуб. Влітку 2012 року контракт Карлоса з клубом закінчився і він покинув клуб. Після довгих та безрезультатних переговорів з англійськими «Вест-Бромвіч Альбіоном» та «Болтон Вондерерз», він повернувся у «Валансьєн» підписавши з клубом новий контракт.
У серпні 2013 року Санчес перейшов до новачка іспанської Ла Ліги «Ельче», підписавши трирічний контракт. Сума трансферу склала 3,7 млн євро. 24 серпня в матчі проти «Реал Сосьєдад» він дебютував у Ла Лізі. Загалом за сезон встиг відіграти за клуб з Ельче 30 матчів в національному чемпіонаті.
Влітку 2014 року після чемпіонату світу Карлос підписав контракт з англійською «Астон Віллою». Сума трансферу склала 4,7 млн фунтів. 23 серпня в матчі проти «Ньюкасл Юнайтед» він дебютував у англійській Прем'єр-лізі, замінивши Шарля Н'Зогбія у другому таймі. 25 квітня 2015 року в поєдинку проти «Манчестер Сіті» Санчес забив свій перший гол за «Астон Віллу».
Влітку 2016 року Карлос перейшов у італійську «Фіорентину» на правах оренди з подальшим викупом за 3 млн євро. 20 серпня в матчі проти «Ювентуса» він дебютував у італійській Серії A, замінивши у другому таймі Мілана Баделя. 28 серпня в поєдинку проти «К'єво» Санчес забив свій перший гол за «Фіорентину». На початку 2018 року Карлос на правах оренди перейшов в «Еспаньол». 4 лютого в дербі проти «Барселони» він дебютував за нову команду. Загалом до кінця сезону відіграв за клуб 14 матчів у національному чемпіонаті.
До складу клубу «Вест Гем Юнайтед» приєднався 2018 року. Станом на 12 травня 2018 року відіграв за клуб з Лондона 7 матчів в національному чемпіонаті.

## Виступи за збірну
9 травня 2007 року дебютував в офіційних матчах у складі національної збірної Колумбії у товариській грі проти збірної Панами. У тому ж році він потрапив у розширений список футболістів на Кубок Америки 2007, але до фінальної заявку Санчес включений не був. Після цього залучався до національної команду на матчі відбіркового етапу Чемпіонату світу 2010 року, проте пройти відбір збірна не змогла.
Наступного року у складі збірної був учасником розіграшу Кубка Америки 2011 року в Аргентині, де провів три з чотирьох матчів Колумбії, досягнувши з нею чвертьфіналу.
У 2014 році Карлос потрапив у заявку національної команди на участь у чемпіонаті світу у Бразилії, де був основним гравцем, зігравши у чотирьох з п'яти іграх. Також основним гравцем Санчес був на наступних розіграшах Кубка Америки 2015 року у Чилі та 2016 року у США. На другому з них команда здобула бронзові нагороди.
Влітку 2018 року Карлос поїхав на другий для себе чемпіонат світу 2018 року у Росії. Там вже у першому матчі групи проти він на 4 хвилині отримав вилучення та заробив пенальті у свої ворота, в результаті чого його команда поступилась 1:2 Японії.
Наразі провів у формі головної команди країни 88 матчів.
| Дата       | Місто          | Господарі        | Результат               | Гості       | Турнір                          | Голи | Примітки |
| ---------- | -------------- | ---------------- | ----------------------- | ----------- | ------------------------------- | ---- | -------- |
| 9-5-2007   | Панама         | Панама           | 0 – 4                   | Колумбія    | товариський матч                | -    | 77'      |
| 14-10-2007 | Богота         | Колумбія         | 0 – 0                   | Бразилія    | Відбір до ЧС 2010               | -    |          |
| 17-10-2007 | Ла-Пас         | Болівія          | 0 – 0                   | Колумбія    | Відбір до ЧС 2010               | -    |          |
| 17-11-2007 | Богота         | Колумбія         | 1 – 0                   | Венесуела   | Відбір до ЧС 2010               | -    | 71'      |
| 21-11-2007 | Богота         | Колумбія         | 2 – 1                   | Аргентина   | Відбір до ЧС 2010               | -    |          |
| 26-3-2008  | Форт-Лодердейл | Колумбія         | 1 – 2                   | Гондурас    | товариський матч                | -    | 87'      |
| 3-6-2008   | Сен-Дені       | Франція          | 1 – 0                   | Колумбія    | товариський матч                | -    | 81'      |
| 15-6-2008  | Ліма           | Перу             | 1 – 1                   | Колумбія    | Відбір до ЧС 2010               | -    | 63'      |
| 19-6-2008  | Кіто           | Еквадор          | 0 – 0                   | Колумбія    | Відбір до ЧС 2010               | -    | 80'      |
| 7-9-2008   | Богота         | Колумбія         | 0 – 1                   | Уругвай     | Відбір до ЧС 2010               | -    |          |
| 11-9-2008  | Сантьяго       | Чилі             | 4 – 0                   | Колумбія    | Відбір до ЧС 2010               | -    | 1'       |
| 9-2-2011   | Мадрид         | Іспанія          | 1 – 0                   | Колумбія    | товариський матч                | -    | 46'      |
| 7-7-2011   | Санта-Фе       | Аргентина        | 0 – 0                   | Колумбія    | Копа Америка 2011 - 1-й етап    | -    |          |
| 10-7-2011  | Санта-Фе       | Колумбія         | 2 – 0                   | Болівія     | Копа Америка 2011 - 1-й етап    | -    |          |
| 16-7-2011  | Кордова        | Колумбія         | 0 – 2 д.ч.              | Перу        | Копа Америка 2011 - чвертьфінал | -    | 99' 112' |
| 4-9-2011   | Гаррісон       | Гондурас         | 0 – 2                   | Колумбія    | товариський матч                | -    | 82'      |
| 7-9-2011   | Форт-Лодердейл | Колумбія         | 2 – 0                   | Ямайка      | товариський матч                | -    |          |
| 11-10-2011 | Ла-Пас         | Болівія          | 1 – 2                   | Колумбія    | Відбір до ЧС 2014               | -    |          |
| 1-3-2012   | Маямі-Ґарденс  | Мексика          | 0 – 2                   | Колумбія    | товариський матч                | -    |          |
| 4-6-2012   | Ліма           | Перу             | 0 – 1                   | Колумбія    | Відбір до ЧС 2014               | -    |          |
| 10-6-2012  | Кіто           | Еквадор          | 1 – 0                   | Колумбія    | Відбір до ЧС 2014               | -    |          |
| 7-9-2012   | Барранкілья    | Колумбія         | 4 – 0                   | Уругвай     | Відбір до ЧС 2014               | -    | 82'      |
| 11-9-2012  | Сантьяго       | Чилі             | 1 – 3                   | Колумбія    | Відбір до ЧС 2014               | -    | 80'      |
| 12-10-2012 | Барранкілья    | Колумбія         | 2 – 0                   | Парагвай    | Відбір до ЧС 2014               | -    | 75'      |
| 17-10-2012 | Барранкілья    | Колумбія         | 3 – 0                   | Камерун     | товариський матч                | -    | 70'      |
| 15-11-2012 | Іст-Ратерфорд  | Бразилія         | 1 – 1                   | Колумбія    | товариський матч                | -    |          |
| 7-2-2013   | Маямі-Ґарденс  | Гватемала        | 1 – 4                   | Колумбія    | товариський матч                | -    | 45'      |
| 8-6-2013   | Буенос-Айрес   | Аргентина        | 0 – 0                   | Колумбія    | Відбір до ЧС 2014               | -    |          |
| 11-6-2013  | Барранкілья    | Колумбія         | 2 – 0                   | Перу        | Відбір до ЧС 2014               | -    |          |
| 14-8-2013  | Барселона      | Колумбія         | 1 – 0                   | Сербія      | товариський матч                | -    | 66'      |
| 7-9-2013   | Барранкілья    | Колумбія         | 1 – 0                   | Еквадор     | Відбір до ЧС 2014               | -    | 61'      |
| 11-9-2013  | Монтевідео     | Уругвай          | 2 – 0                   | Колумбія    | Відбір до ЧС 2014               | -    | 86'      |
| 11-10-2013 | Барранкілья    | Колумбія         | 3 – 3                   | Чилі        | Відбір до ЧС 2014               | -    | 67'      |
| 16-10-2013 | Асунсьйон      | Парагвай         | 1 – 2                   | Колумбія    | Відбір до ЧС 2014               | -    | 42'      |
| 14-11-2013 | Брюссель       | Бельгія          | 0 – 2                   | Колумбія    | товариський матч                | -    | 86'      |
| 19-11-2013 | Амстердам      | Нідерланди       | 0 – 0                   | Колумбія    | товариський матч                | -    | 75'      |
| 31-5-2014  | Буенос-Айрес   | Колумбія         | 0 – 0                   | Сенегал     | товариський матч                | -    | 26' 45'  |
| 7-6-2014   | Буенос-Айрес   | Колумбія         | 0 – 0                   | Йорданія    | товариський матч                | -    | 70'      |
| 14-6-2014  | Белу-Оризонті  | Колумбія         | 3 – 0                   | Греція      | ЧС 2014 - 1-й етап              | -    | 26'      |
| 19-6-2014  | Бразиліа       | Колумбія         | 2 – 1                   | Кот-д'Івуар | ЧС 2014 - 1-й етап              | -    |          |
| 28-6-2014  | Ріо-де-Жанейро | Колумбія         | 2 – 0                   | Уругвай     | ЧС 2014 - 1/8 фіналу            | -    |          |
| 4-7-2014   | Форталеза      | Бразилія         | 1 – 2                   | Колумбія    | ЧС 2014 - чвертьфінал           | -    |          |
| 6-9-2014   | Маямі-Ґарденс  | Бразилія         | 1 – 0                   | Колумбія    | товариський матч                | -    | 85'      |
| 15-10-2014 | Гаррісон       | Канада           | 0 – 1                   | Колумбія    | товариський матч                | -    | 86'      |
| 14-11-2014 | Лондон         | Колумбія         | 2 – 1                   | США         | товариський матч                | -    |          |
| 18-11-2014 | Любляна        | Словенія         | 0 – 1                   | Колумбія    | товариський матч                | -    | 87'      |
| 26-3-2015  | Манама         | Бахрейн          | 0 – 6                   | Колумбія    | товариський матч                | -    |          |
| 29-3-2015  | Абу-Дабі       | Кувейт           | 1 – 3                   | Колумбія    | товариський матч                | -    |          |
| 6-6-2015   | Буенос-Айрес   | Колумбія         | 1 – 0                   | Коста-Рика  | товариський матч                | -    | 30'      |
| 14-6-2015  | Ранкагуа       | Колумбія         | 0 – 1                   | Венесуела   | Копа Америка 2015 - 1-й етап    | -    | 54' 63'  |
| 18-6-2015  | Сантьяго       | Бразилія         | 0 – 1                   | Колумбія    | Копа Америка 2015 - 1-й етап    | -    |          |
| 21-6-2015  | Темуко         | Колумбія         | 0 – 0                   | Перу        | Копа Америка 2015 - 1-й етап    | -    | 64'      |
| 9-9-2015   | Гаррісон       | Колумбія         | 1 – 1                   | Перу        | товариський матч                | -    |          |
| 8-10-2015  | Барранкілья    | Колумбія         | 2 – 0                   | Перу        | Відбір до ЧС 2018               | -    | 66'      |
| 14-10-2015 | Монтевідео     | Уругвай          | 3 – 0                   | Колумбія    | Відбір до ЧС 2018               | -    |          |
| 13-11-2015 | Сантьяго       | Чилі             | 1 – 1                   | Колумбія    | Відбір до ЧС 2018               | -    | 31' 56'  |
| 29-5-2016  | Маямі          | Колумбія         | 3 – 1                   | Гаїті       | товариський матч                | -    | 45'      |
| 4-6-2016   | Санта-Клара    | США              | 0 – 2                   | Колумбія    | Копа Америка 2016 - 1-й етап    | -    | 86'      |
| 12-6-2016  | Х'юстон        | Колумбія         | 2 – 3                   | Коста-Рика  | Копа Америка 2016 - 1-й етап    | -    | кап.     |
| 18-6-2016  | Іст-Ратерфорд  | Перу             | 0 – 0 (2 – 4 п.п.)      | Колумбія    | Копа Америка 2016 - чвертьфінал | -    |          |
| 23-6-2016  | Чикаго         | Колумбія         | 0 – 2                   | Чилі        | Копа Америка 2016 - півфінал    | -    | 41', 57' |
| 1-9-2016   | Барранкілья    | Колумбія         | 2 – 0                   | Венесуела   | Відбір до ЧС 2018               | -    |          |
| 7-9-2016   | Манаус         | Бразилія         | 2 – 1                   | Колумбія    | Відбір до ЧС 2018               | -    |          |
| 7-10-2016  | Асунсьйон      | Парагвай         | 0 – 1                   | Колумбія    | Відбір до ЧС 2018               | -    |          |
| 11-10-2016 | Барранкілья    | Колумбія         | 2 – 2                   | Уругвай     | Відбір до ЧС 2018               | -    |          |
| 10-11-2016 | Барранкілья    | Колумбія         | 0 – 0                   | Чилі        | Відбір до ЧС 2018               | -    | 46'      |
| 16-11-2016 | Сан-Хуан       | Аргентина        | 3 – 0                   | Колумбія    | Відбір до ЧС 2018               | -    |          |
| 23-3-2017  | Барранкілья    | Колумбія         | 1 – 0                   | Болівія     | Відбір до ЧС 2018               | -    |          |
| 28-3-2017  | Кіто           | Еквадор          | 0 – 2                   | Колумбія    | Відбір до ЧС 2018               | -    |          |
| 7-6-2017   | Мурсія         | Іспанія          | 2 – 2                   | Колумбія    | товариський матч                | -    | 67'      |
| 13-6-2017  | Хетафе         | Сенегал          | 0 – 4                   | Колумбія    | товариський матч                | -    | 19'      |
| 31-8-2017  | Сан-Кристобаль | Венесуела        | 0 – 0                   | Колумбія    | Відбір до ЧС 2018               | -    | 75'      |
| 5-9-2017   | Барранкілья    | Колумбія         | 1 – 1                   | Бразилія    | Відбір до ЧС 2018               | -    |          |
| 6-10-2017  | Барранкілья    | Колумбія         | 1 – 2                   | Парагвай    | Відбір до ЧС 2018               | -    |          |
| 11-10-2017 | Ліма           | Перу             | 1 – 1                   | Колумбія    | Відбір до ЧС 2018               | -    |          |
| 10-11-2017 | Сувон          | Південна Корея   | 2 – 1                   | Колумбія    | товариський матч                | -    |          |
| 14-11-2017 | Чунцін         | КНР              | 0 – 4                   | Колумбія    | товариський матч                | -    |          |
| 23-3-2018  | Сена-Сен-Дені  | Франція          | 2 – 3                   | Колумбія    | товариський матч                | -    |          |
| 1-6-2018   | Бергамо        | Єгипет           | 0 – 0                   | Колумбія    | товариський матч                | -    |          |
| 19-6-2018  | Саранськ       | Колумбія         | 1 – 2                   | Японія      | ЧС 2018 - 1-й етап              | -    | 4'       |
| 28-6-2018  | Самара         | Сенегал          | 0 – 1                   | Колумбія    | ЧС 2018 - 1-й етап              | -    |          |
| 3-7-2018   | Москва         | Колумбія         | 1 – 1 д.ч. (3 - 4 п.п.) | Англія      | ЧС 2018 - 1/8 фіналу            | -    | 54' 79'  |
| Усього     |                | Матчів (6 місце) | 88                      |             | Голів                           | 0    |          |

## Титули і досягнення
- Володар Суперліги Колумбії (1):

Санта-Фе: 2021
Збірні
- Бронзовий призер Кубка Америки: 2016